# Quemos

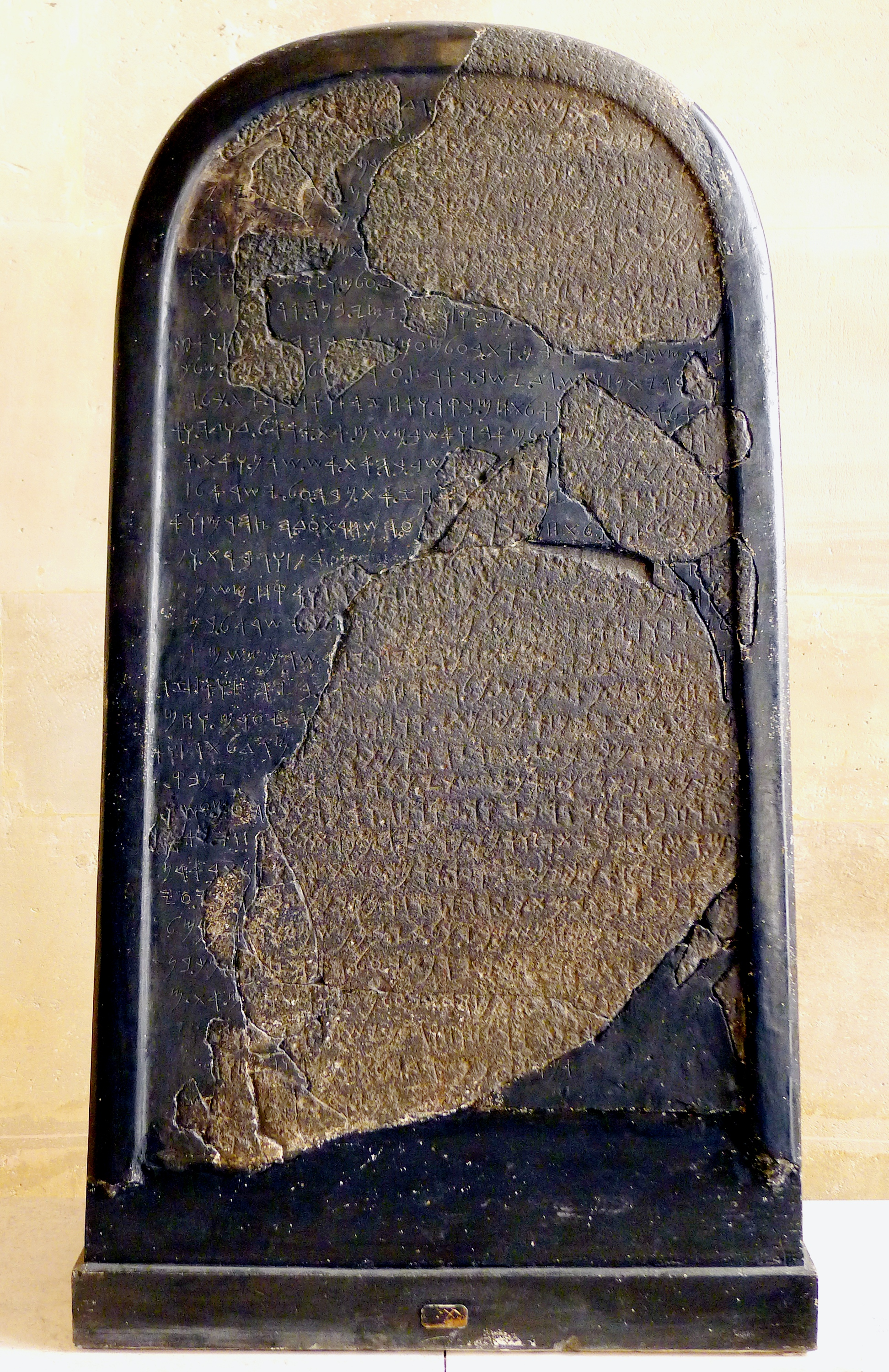
En la Estela de Mesa, el rey moabita agradece su victoria a Quemos.

Quemos (en moabita:𐤊𐤌𐤔 Kamōš, en hebreo:כמוש Kəmōš, en griego:Χαμως Kamōs) fue el dios nacional de los moabitas. En el diccionario de Gesenius se señala que la deidad probablemente haya sido atribuida equivocadamente también a la tribu de los amonitas.
La Estela de Mesa ha sido de fuente primordial a la hora de conocer esta deidad. El monumento atribuye las victorias de los moabitas como resultado de retribución divina y las derrotas como castigo de su ira, así como su consorte Astarot, mientras el rey de los moabitas se veía a sí mismo como un hijo de Quemos. La estela es un documento muy importante en la Arqueología bíblica porque se sincroniza en puntos específicos con los relatos del Tanaj (Antiguo Testamento) y ayuda a entender la cultura del antiguo Israel
La Estela de Mesa muestran un cuadro de los reyes omridas de Israel invadiendo Moab, pero gracias a la ayuda divina de Quemos y de la mano de Mesa, Moad se levanta y derrota a Israel. El rey Mesa ofrece los cálices de Yahweh (elohim de Israel) a Quemos (elohim de Moab).

## Relato bíblico
Mencionado en la Biblia en Números 21,29; Jueces 11,24; 1 Reyes 11,7; 2 Reyes 23,13; Jeremías 43,7; 48,13; 48,46. 
Según 1 Reyes 11,7 durante la Monarquía Unida, el rey Salomón construyó santuarios dedicados a Quemos al este de Jerusalén. El editor deuteronomista induce al lector en 1 Reyes 11,7 a explicarse la construcción de los santuarios dedicados a Quemos en tiempos de Salomón como una obra edificada para algunas concubinas extranjeras del rey, para que estas pudiesen adorar a su dios. De este modo queda implícito que la fe de Salomón en Yahweh no era firme. Sin embargo es más lógico pensar que estos santuarios demuestran que la religiosidad de la época estaba marcada por el sincretismo. En 2 Reyes 23:13, se menciona que el culto siguió en vigencia hasta que fue abolido por Josías de Judá.

## Hipótesis sobre su origen
Según el orientalismo contemporáneo, el culto a Quemos apareció cuando se sucedieron las invasiones de los pueblos del mar de los siglos XII y XI a. C. que se asentaron en la costa y cerca de ella. Se cree que el culto se originó en Levante (Siria) en unas de las primeras manifestaciones cuasi monoteístas semíticas, y más tarde fue trasladado a través del mar por los arameos y pequeñas minorías (como los asmoneos) semitas. Aun así el debate sobre su origen aún no se ha dilucidado.
Cuando Ernesto Renán en sus tomos de Historia del pueblo Israel dice que "...Quemos fue el antagonista directo de Baal, fue un precursor del monoteísmo, gracias a este dios los sacrificios humanos llegaron a su fin; ya no habría más holocausto." fue muy cuestionado por la comunidad científica de su época. En la actualidad, orientalistas como Mario Liverani o Amelie Khurt sostienen que el culto a Quemos llegó hasta la cultura griega, creando una gran influencia en el dios Apolo, en oposición a clasicistas como Moses Finley o el historiador-escritor inglés Robert Graves, quienes niegan toda influencia.